# Eunice Paiva
Maria Lucrécia Eunice Facciolla Paiva ComRB (São Paulo, 7 de novembro de 1929 – São Paulo, 13 de dezembro de 2018) foi uma advogada e símbolo da luta contra a ditadura militar no Brasil. Trabalhou ativamente pelos direitos humanos dos desaparecidos durante a ditadura civil militar e seus familiares e pela causa indígena.

## Biografia

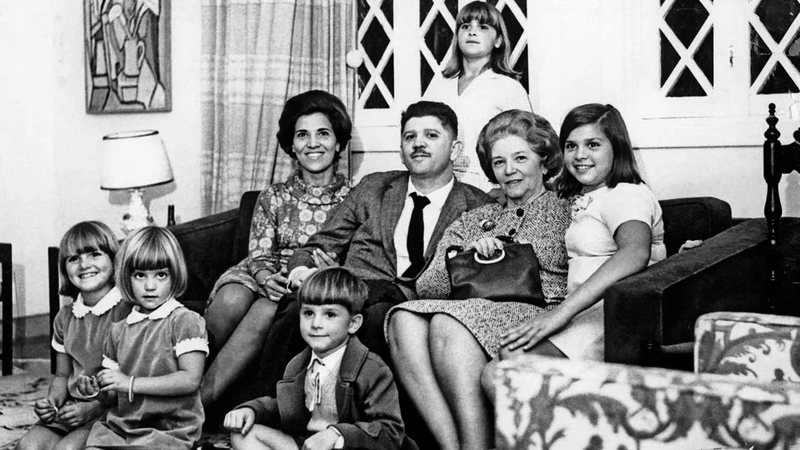
A família de Rubens Paiva nos anos 1970

Eunice passou a infância no bairro do Brás, onde residia em uma comunidade de italianos que vieram para o Brasil no começo do século XX, e mais tarde se mudou com a família para o bairro de Higienópolis. Desde cedo, cultivou o gosto pela leitura. Aos dezoito anos, se formou no curso de Letras da Universidade Mackenzie e falava fluentemente o francês e o inglês. Aos 23 anos, casou-se com o engenheiro Rubens Beyrodt Paiva, com quem teve cinco filhos: Vera Sílvia Facciolla Paiva (1953), Maria Eliana Facciolla Paiva (1955), Ana Lúcia Facciolla Paiva (1957), Marcelo Rubens Paiva (1959) e Maria Beatriz Facciolla Paiva (1960). Foi amiga de grandes escritores, como Lygia Fagundes Telles, Antônio Calado e Haroldo de Campos.
Em janeiro de 1971, seu marido foi sequestrado, torturado e assassinado nos porões do DOI-CODI (Destacamento de Operações de Informações - Centro de Operações de Defesa Interna) no Rio de Janeiro pela ditadura militar brasileira. A família morava no Rio de Janeiro quando os militares foram até sua casa e levaram ela, o marido e a filha Eliana ao DOI-CODI, localizado na Rua Barão de Mesquita nº 425, no bairro da Tijuca. Eliana ficou presa por 24 horas, enquanto Eunice permaneceu por 12 dias, submetida a interrogatório. Em 1973, Eunice ingressou novamente na Universidade Mackenzie e iniciou o curso de direito, formando-se aos 47 anos.
Morreu no dia 13 de dezembro de 2018, aos 89 anos, em São Paulo, depois de 15 anos vivendo com Alzheimer.

## Atuação profissional
Tendo papel central na busca por informações sobre o paradeiro de seu marido, Eunice Paiva liderou campanhas pela abertura de arquivos sobre vítimas do regime militar e tornou-se símbolo da luta contra a ditadura militar. Com sua militância e crítica ao regime ditatorial arriscou a própria vida, como mostrou documentos do SNI (Serviço Nacional de Inteligência) que vieram a público em 2013, pois tanto ela quanto seus filhos foram vigiados por agentes militares de 1971 até 1984. Foi uma das principais forças de pressão que culminou com a promulgação da Lei 9.140/95, que reconhece como mortas as pessoas desaparecidas em razão de participação em atividades políticas durante a ditadura militar. Eunice foi a única parente de desaparecido convidada a assistir à solenidade em que Fernando Henrique Cardoso assinou a lei. Em 23 de fevereiro de 1996, após 25 anos de luta por memória, verdade e justiça, Eunice conseguiu que o Estado brasileiro emitisse oficialmente o atestado de óbito de Rubens Paiva.
Em sua atuação como advogada, Eunice Paiva foi ganhando cada vez mais notoriedade por conta da sua seriedade e comprometimento. Dedicou-se à causa indígena, atuando profissionalmente contra a violência e expropriação indevidas de terras sofridas pela população indígena. Em outubro de 1983, assinou com Manuela Carneiro da Cunha, na seção "Tendências e Debates" da Folha, o artigo "Defendam os pataxós", que foi um marco na luta indígena brasileira e serviu de modelo para outros povos indígenas, inclusive africanos, americanos e esquimós. Em 1987, ao lado de outros parceiros, fundou o Instituto de Antropologia e Meio Ambiente (IAMA), ONG que atuou até 2001 na defesa e autonomia dos povos indígenas. Em 1988, foi consultora da Assembleia Nacional Constituinte, que promulgou a Constituição Federal Brasileira.

## Homenagens
Lançado em 1978, o documentário Eunice, Clarice, Thereza, dirigido por Joatan Berbel, conta a trajetória de três viúvas de presos políticos: Clarice Herzog (viúva do jornalista Vladimir Herzog); Thereza Fiel (viúva do operário Manuel Fiel Filho); Eunice Paiva. Três mulheres unidas contra a ditadura e a repressão do regime militar.
Publicado em 2015, o romance autobiográfico Ainda Estou Aqui, escrito pelo seu filho, Marcelo Rubens Paiva, aborda a vida de Eunice Paiva e faz um paralelo entre a sua história e o período de ditadura no Brasil. O livro ganhou o terceiro lugar no Prêmio Jabuti, na categoria indicação do leitor e foi indicado aos prêmios Oceanos e Governador do Estado, entrando na lista dos melhores livros de 2015, do jornal O Globo. Em 2024, o livro foi adaptado por Walter Salles em Ainda Estou Aqui, com Fernanda Torres interpretando a Eunice dos anos 1970 e Fernanda Montenegro como a Eunice às vésperas da morte em 2018. Lançado no Brasil em 7 de novembro de 2024, o filme ganhou o prêmio de Melhor Roteiro no Festival de Veneza de 2024, garantiu a Fernanda Torres o Globo de Ouro 2025 na categoria de Melhor Atriz em Filme de Drama, e teve três indicações no Óscar 2025: Melhor Filme, Melhor Filme Internacional e Melhor Atriz pela atuação de Fernanda Torres.
Em 5 de abril de 2024, a Assembleia Legislativa do Estado de São Paulo (Alesp), outorga o Colar de Honra ao Mérito Legislativo a três personagens que simbolizam a luta contra a ditadura: Clarice Herzog (viúva de Vladimir Herzog); Ana Dias (viúva do operário Santo Dias da Silva); e, postumamente, Eunice Paiva. Os maridos das três foram assassinados pelas forças de repressão.
Em 8 de janeiro de 2025, para relembrar os dois anos dos ataques antidemocráticos em Brasília, o presidente Luiz Inácio Lula da Silva assina o decreto que cria o Prêmio Eunice Paiva de Defesa da Democracia, que deve ser entregue anualmente a uma pessoa que tenha colaborado de forma notória, seja por atuação profissional, intelectual, social ou política, para a preservação, restauração ou consolidação do regime democrático no Brasil. A premiação, além de destacar e exaltar as trajetórias dos vencedores, pretende evocar a memória de luta de Eunice Paiva em favor da resistência democrática e da defesa dos direitos humanos.

### Condecoração
Em 28 de maio de 2025, o presidente Luiz Inácio Lula da Silva concedeu postumamente Eunice Paiva a condecoração da Ordem de Rio Branco, no grau de comendador.